# Congerville-Thionville
Congerville-Thionville település Franciaországban, Essonne megyében. Lakosainak száma 212 fő (2022. január 1.). Congerville-Thionville Mérobert, Pussay, Oysonville, Chalo-Saint-Mars, Chalou-Moulineux és Gommerville községekkel határos.

## Népesség
A település népességének változása:
| Lakosok száma | 232  | 228  | 231  | 221  | 217  | 216  | 215  | 214  | 212  |
|               | 2013 | 2015 | 2016 | 2017 | 2018 | 2019 | 2020 | 2021 | 2022 |